# Haplochromis luteus
Espèce
Statut de conservation UICN

 VU D2 : Vulnérable
Synonymes
- Mbipia lutea Seehausen & Bouton, 1998

Haplochromis luteus est une espèce de poissons de la famille des Cichlidae. Elle est endémique du golfe Speke dans le lac Victoria en Tanzanie.